# Nancy Travis
Nancy Ann Travis (New York City, 21 settembre 1961) è un'attrice statunitense, celebre soprattutto per le pellicole Tre scapoli e un bebè e Tre scapoli e una bimba, per la miniserie televisiva Rose Red di Stephen King e per sitcom come L'uomo di casa e Il metodo Kominsky.

## Biografia
Vissuta prima a Baltimora e poi a Boston ha fatto ritorno a New York, sua città natale, per studiare recitazione all'Università di New York.
È sposata dal 1994 con il regista e produttore cinematografico Robert N. Fried dal quale ha avuto due figli: Benjamin E. (1998) e Jeremy (2001).

## Filmografia parziale

### Cinema
- Tre scapoli e un bebè (3 Men and a Baby), regia di Leonard Nimoy (1987)
- Una vedova allegra... ma non troppo (Married to the Mob), regia di Jonathan Demme (1988)
- Affari sporchi (Internal Affairs), regia di Mike Figgis (1990)
- Poliziotti a due zampe (Loose Cannons), regia di Bob Clark (1990)
- Air America, regia di Roger Spottiswoode (1990)
- Tre scapoli e una bimba (3 Men and a Little Lady), regia di Emile Ardolino (1990)
- Charlot (Chaplin), regia di Richard Attenborough (1992)
- The Vanishing - Scomparsa (The Vanishing), regia di George Sluizer (1993)
- Caro zio Joe (Greedy), regia di Jonathan Lynn (1994)
- Mia moglie è una pazza assassina? (So I Married an Axe Murderer), regia di Thomas Schlamme (1993)
- Mister Destiny (Destiny Turns on the Radio), regia di James Orr (1995)
- Fluke, regia di Carlo Carlei (1995)
- Bogus - L'amico immaginario (Bogus), regia di Norman Jewison (1996)
- Il miracolo di Sharon (Ordinary Angels), regia di Jon Gunn (2024)

### Televisione
- Harem, regia di William Hale – film TV (1986)
- Un salto nel buio (Tales from the Darkside) – serie TV, episodio 3x15 (1987)
- Almost Perfect – serie TV, 34 episodi (1995-1997)
- Le onde della vita (To live for), regia di Michael Schultz – film TV (1999)[1]
- Rose Red – miniserie TV (2001)
- Becker – serie TV (2002-2004)
- Safe Harbor - Un porto sicuro (Safe Harbor), regia di Jerry Jameson – film TV (2009)
- Desperate Housewives – serie TV, 2 episodi (2010)
- Il patto (Pregnancy Pact), regia di Rosemary Rodriguez – film TV (2010)
- Grey's Anatomy – serie TV, episodio 7x16 (2011)
- L'uomo di casa (Last Man Standing) – serie TV, 194 episodi (2011-2021)
- Hart of Dixie – serie TV, episodi 1x01-1x02 (2011)
- Mr. Mercedes – serie TV (2017-in corso)
- Il metodo Kominsky (The Kominsky Method) – serie TV (2018-2021)
- Law & Order - Unità vittime speciali (Law & Order: Special Victims Unit) – serie TV, episodio 24x15 (2023)
- Quell'uragano di figlia (Shifting Gears) – serie TV, episodio 1x06 (2025)
- I segreti di Grosse Pointe (Grosse Pointe Garden Society) – serie TV, 13 episodi (2025)

## Doppiatrici italiane
Nelle versioni in italiano delle opere in cui ha recitato, Nancy Travis è stata doppiata da:
- Pinella Dragani in Rose Red, Mistery Destiny, The Vanishing - Scomparsa
- Cristina Boraschi in Mia moglie è una pazza assassina?, Caro zio Joe, Quell'uragano di figlia
- Claudia Razzi in Air America, Grey's Anatomy
- Roberta Greganti ne L'uomo di casa,  Mr Mercedes
- Eleonora De Angelis in Almost Perfect
- Stefania De Peppe in Becker
- Chiara Salerno in Bogus - L'amico immaginario
- Angiola Baggi in Desperate Housewives - I segreti di Wisteria Lane
- Francesca Guadagno in Chaplin
- Rossella Izzo in Affari sporchi
- Simona Izzo in Tre scapoli e una bimba
- Antonella Rinaldi in Tre scapoli e un bebè
- Roberta Paladini in Una vedova allegra...ma non troppo
- Antonella Giannini in Fluke
- Alessandra Korompay ne Il metodo Kominsky
- Dania Cericola ne Il miracolo di Sharon